# Verbascum biscutellifolium
Verbascum biscutellifolium är en flenörtsväxtart som beskrevs av George Bentham. Verbascum biscutellifolium ingår i släktet kungsljus, och familjen flenörtsväxter. Inga underarter finns listade i Catalogue of Life.